# Ducado de Bernstadt
El Ducado de Bernstadt (en alemán: Herzogtum Bernstadt; en polaco: Księstwo bierutowskie; en checo: Bernštatské knížectví) era un ducado de Silesia centrado en la ciudad de Bernstadt (actual Bierutów) en la Baja Silesia (ahora en Polonia) y formada por segregación del Ducado de Oels (Oleśnica). Primero fue gobernado por la dinastía de los Piastas de Silesia, hasta su extinción en 1492. En 1495, este y el Ducado de Oels pasaron a los Duques de Münsterberg, quienes provenían de la Casa de Poděbrady. En 1647 el Ducado de Bernstadt pasó por matrimonio a los Duques de Wurtemberg.

## Historia
El Ducado de Bernstadt en un principio pertenecía al Ducado de Oels, silesio que había sido un feudo de la Corona bohemia desde 1329. A la muerte del Duque Conrado III el Viejo en 1412, fue segregado para su hijo mayor Conrado IV el Viejo, que en un principio también gobernó sobre los otros territorios de Oels como regente en nombre de sus hermanos menores hasta que dividieron formalmente su herencia en 1416. El año siguiente, Conrado IV sucedió a Wenceslao II de Liegnitz como Príncipe-Obispo de Breslau. Cuando murió en 1447, Bernstadt pasó a manos de su hermano menor, el Duque Conrado VII el Blanco de Oels.

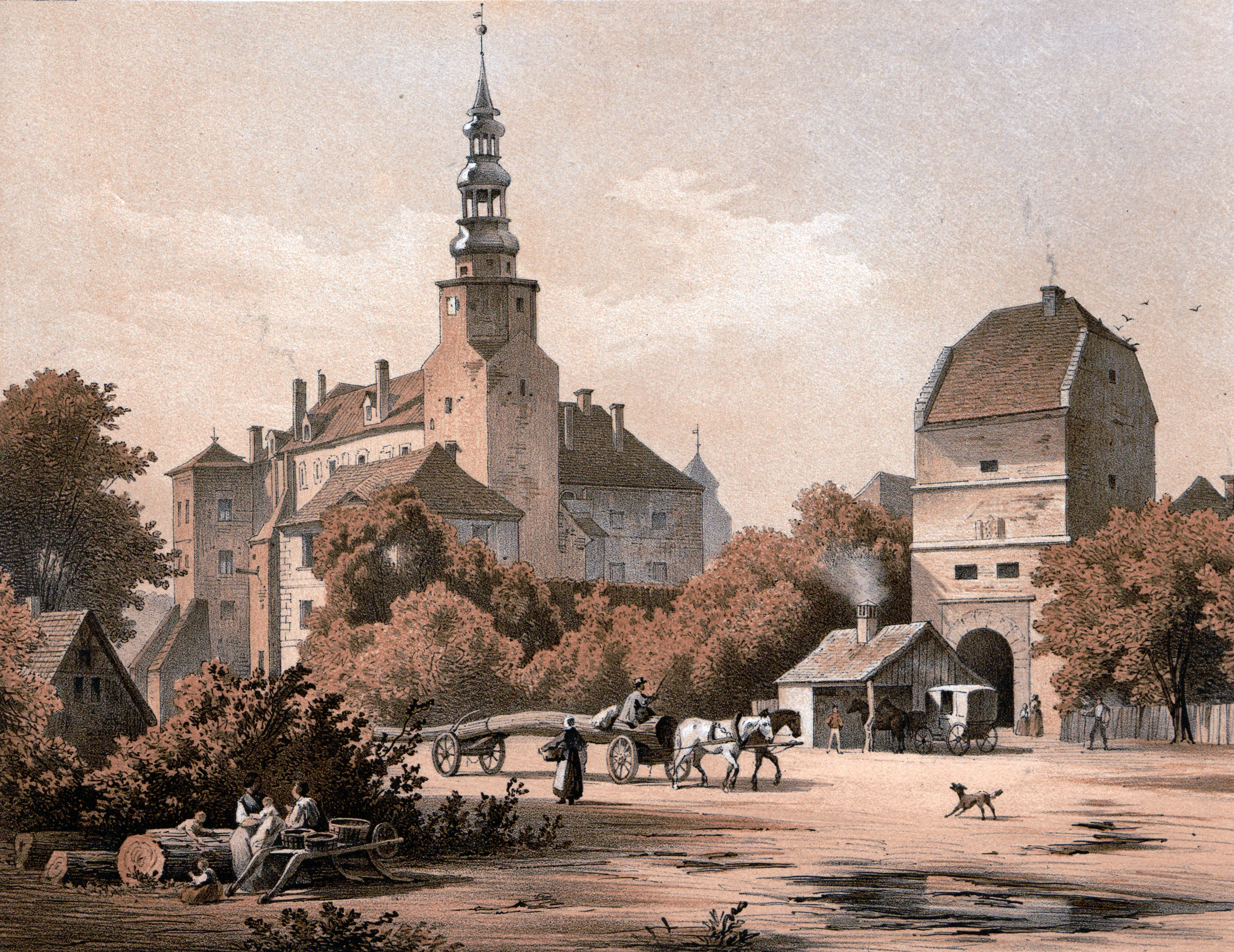
Castillo de Bernstadt,
colección de Alexander Duncker (1813-1879).

Después de que se extinguiera la rama de Oels de la dinastía Piasta en 1492, el ducado fue confiscado como feudo revertido por el rey Vladislao II de Bohemia. En 1495, dio los ducados de Bernstadt y Oels al Duque Enrique el Viejo de Münsterberg, un hijo del último rey bohemio Jorge de Poděbrady (m. 1471). Debido a la falta de dinero, su heredero el Duque Carlos de Münsterberg y Oels alquiló Bernstadt en 1511 por cuatro años al Consejo de la Ciudad de Breslau (Wrocław), y después la eligió como su residencia.
Después de la muerte de Carlos en 1536, sus hijos en un principio gobernaron conjuntamente hasta que en 1542 se dividieron la herencia: el Duque Enrique II recibió el Ducado de Bernstadt, mientras que su hermano menor Juan recibió el Ducado de Oels. Enrique II era un partidario de la Reforma Protestante, que introdujo en Bernstadt. Restauró el Castillo de Bernstadt durante su reinado, y amplió el ala sur. Su hijo Enrique III, Duque de Bernstadt desde 1565 vendió Bernstadt junto con el castillo y algunas pobalciones en 1574 a la familia von Schindel.
El hermano menor de Enrique III, el Duque Carlos II de Münsterberg-Oels, quien era el Gobernador de Silesia en ese tiempo, los recompró en 1604. Fue sucedido como Duque de Bernstadt por su hijo Enrique Wenceslao. Cuando murió Enrique Wenceslao en 1637, el ducado fue heredado por su hermano menor el Duque Carlos Federico I de Münsterberg-Oels. La línea masculina de la Casa de Poděbrady se extinguió cuando Carlos Federico I murió en 1647. Los ducados de Bernstadt y Oels revirtió de nuevo a la Corona Bohemia.
Debido a que la única hija de Carlos Federico, Isabel María estaba casada con Silvio I Nimrod, primo del Duque Everardo III de Wurtemberg, el emperador Fernando III concedió Bernstadt y Oels a la suaba Casa de Wurtemberg. Silvio, un devoto luterano, hizo grandes esfuerzos para desarrollar sus fincas, que habían sido devastadas durante la Guerra de los Treinta Años. El poeta Angelus Silesius trabajó como su médico hasta 1652. Cuando Silvio murió en 1664, sus ducado en un principio fue gobernado por su viuda como regente en nombre de sus hijos menores, quienes en 1672 se dividieron la herencia. El Ducado de Bernstadt pasó a manos de Cristián Ulrico I, quien reconstruyó la ciudad después de un incendio en 1659 y añadió una tercera planta al castillo. A la muerte de su hermano mayor el Duque Silvio II Federico en 1697, tomó el control del Ducado de Oels. Su sobrino Carlos fue el último Duque de Bernstadt. Murió sin hijos en 1745 y el Ducado pasó a manos del Duque Carlos Cristián Erdmann de Wurtemberg-Oels, quien finalmente reunificó los ducados de Bernstadt y Oels bajo su gobierno.
En 1742, durante la Primera Guerra Silesia, el Ducado de Bernstadt, como la mayor parte de Silesia, fue conquistado por Prusia.

Águila de los Piastas de Silesia.

## Duques

### Piastas de Silesia
- Conrado IV de Oels (1412–1447), Obispo de Breslavia desde 1417
  - Conrado VII el Blanco (1447-1450), hermano, Duque de Oels desde 1412
- Conrado IX el Negro (1450-1471), sobrino, Duque de Oels
  - Conrado X el Blanco (1471-1492), hermano, Duque de Oels

Línea extinta, ducado confiscado por Bohemia.

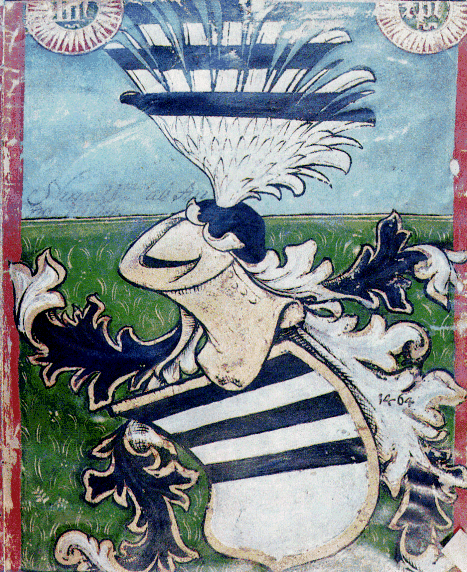
Escudo de armas de la Casa de Kunštát.

### Familia Podiebrad
- Enrique el Viejo (1495-1498), Duque de Münsterberg desde 1462
- Carlos (1498-1536), hijo, Duque de Münsterberg y Oels
- Enrique II (1536-1548), hijo, Duque de Münsterberg y Oels hasta 1542
- Enrique III (1548-1587), hijo
  - Juan (1548-1565), su tío, Duque de Münsterberg y Oels, como regente

Ducado vendido en 1574, readquirido por la familia Podiebrad en 1604.

### La Casa de Schindel
- Heinrich von Schindel, Duque de Bernstadt desde 1574
- Catherine von Schindel, Duquesa de Bernstadt desde 1576
- Jonas von Schindel, último miembro de la familia Schindel en ser estilado Duque de Bernstadt (hasta 1603)

En 1604 el Ducado fue vendido de nuevo a la familia Podiebrad

### Familia Podiebrad
- Carlos II (1604-1617), hermano de Enrique IIII, Duque de Oels desde 1565
- Enrique Wenceslao (1617-1639), hijo
  - Carlos Federico (1639-1647), hermano, Duque de Oels desde 1617

Bernstadt y Oels se extinguen, de nuevo es confiscado por Bohemia.

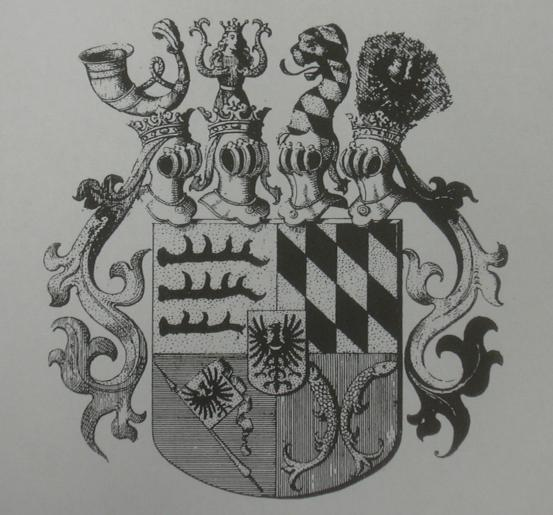
Escudo de armas de la Casa de Wurtemberg-Oels, Siebmachers Wappenbuch, 1856.

### Casa de Wurtemberg
- Silvio I Nimrod (1648-1664), yerno de Carlos Federico
  - Cristián, Duque de Brieg, 1664-1669, regente
- Cristián Ulrico I (1669-1697), hijo de Silvio Nimrod, Duque de Oels desde 1697
- Carlos (1697-1745), sobrino

Línea extinta de Bernstadt, pasa de nuevo a Oels.